# Блед дъждосвирец
Бледият дъждосвирец (Charadrius pallidus) е вид птица от семейство Charadriidae. Видът е почти застрашен от изчезване.

## Разпространение и местообитание
Разпространен е в Ангола, Ботсвана, Зимбабве, Кения, Мозамбик, Намибия, Танзания и Южна Африка.